# Großsteingrab Helpt
Das Großsteingrab Helpt ist eine megalithische Grabanlage der jungsteinzeitlichen Trichterbecherkultur bei Helpt, einem Ortsteil von Woldegk im Landkreis Mecklenburgische Seenplatte (Mecklenburg-Vorpommern). Es befindet sich etwa 2,5 km südöstlich von Helpt in einem Waldstück. Die Anlage ist nur in Resten erhalten. Über Ausrichtung, Maße und Grabtyp liegen keine Informationen vor.